# Gerechtes Russland
Gerechtes Russland – Patrioten – Für die Wahrheit (ehemals Gerechtes Russland, bis 2021 vollständig: russisch Справедливая Россия — За правду ‚Gerechtes Russland – Für die Wahrheit‘, offizielle Abkürzung СРЗП, häufiger nur СР) ist eine sich selbst als „patriotische Sozialisten“ bezeichnende konservative Partei in Russland. Gerechtes Russland wurde ursprünglich 2006 vom Kreml zur Absorption oppositioneller Wähler aufgebaut und stand bis zur Annexion der Krim durch Russland 2014 partiell tatsächlich in Opposition zur Regierung. Später näherte sie sich wieder an die Regierung an und wird vermehrt als antiliberale Kraft gesehen. Im Februar 2021 kam es zum Zusammenschluss mit den nationalistischen Parteien „Für die Wahrheit“ und „Patrioten Russlands“.  
Von einigen Beobachtern der russischen Politik gilt sie als Spoiler-Partei und wird durchgehend als eine vom Umfeld Wladimir Putins geplante Stärkung des putintreuen Lagers auf der Linken angesehen sowie als Gegenstück zur offiziell konservativen Regierungspartei Einiges Russland. Ihr Ziel ist nach dieser Auffassung der Stimmenfang zu Ungunsten von regierungskritischen Parteien, wie der Kommunistischen Partei der Russischen Föderation (KPRF).

## Politische Ausrichtung und Parteimanifest
Die Partei bezeichnete sich selbst bis 2022 als sozialdemokratisch, ähnelte jedoch bereits damals mit sozialdemokratischen Parteien westlicher Ausprägung nur bedingt. Dies liegt in ihren Wurzeln – den Fusionsparteien – und der besonderen Parteienlandschaft Russlands mit ihrer unter anderem kennzeichnenden Einstellung gegenüber der Regierung begründet.
Spätestens seit der Fusion mit den Parteien „Für die Wahrheit“ und „Patrioten Russlands“ versteht sich die Partei als Vereinigung von Linken und Patrioten, wird manchmal sogar direkt nur noch als patriotische Kraft bezeichnet. Die Grundsätze der Partei werden, analog zum Namen, mit den Begriffen Gerechtigkeit, Patriotismus und Wahrheit definiert. Der Liberalismus wird abgelehnt. Gemäß einem offiziellen Statement des Vorsitzenden und einem aktuellen Parteitagsbeschluss vertritt die Partei einen sogenannten „patriotischen Sozialismus“.
Im historischen Rückblick bezieht sich die Partei positiv auf die Sowjetunion. So heißt es im Parteimanifest vom Januar 2021: „Wir erinnern mit Stolz an die Leistung unseres Volkes, das den ersten sozialistischen Staat auf der Erde aufgebaut hat, in dem alle Bürger die gleichen Möglichkeiten zur Selbstverwirklichung hatten, und halten es für notwendig, die Erfahrungen der Sowjetzeit bei der Wiederbelebung der Wirtschaftskraft des modernen Russlands zu berücksichtigen.“
Wirtschaftspolitisch strebt die Partei eine „solidarische, sozial orientierte Wirtschaft in Russland“ an. Dazu sollen Schlüsselindustrien und strategisch wichtige Unternehmen verstaatlicht werden. Innenpolitisch fordert die Partei u. a. eine progressive Steuerpolitik, höhere Strafen bei Korruptionsdelikten; eine staatliche Preisregulierung für Brennstoffe, Medikamente und Grundnahrungsmittel, eine erhebliche Anhebung der Mindestlöhne, Renten und Sozialleistungen; die Erhöhung der Beihilfen für Behinderte, Veteranen und für Familien mit Kindern sowie die Einführung eines bedingungslosen Grundeinkommens.
Bildungspolitisch tritt das Gerechte Russland für einen kostenlose Bildung ein. Reformen im Bildungssystem sollen zudem rückgängig gemacht werden. In der Kritik steht vor allem die 2009 eingeführte, zentrale Einheitliche Staatsprüfung (ЕГЭ) sowie das Bologna-System. Stattdessen wird die Rückkehr zum klassischen Bildungssystem angestrebt. Zudem soll die Bildung auf Grundlage traditioneller Werte und des Patriotismus beruhen.
Hinsichtlich des lokalen Wahlsystems wird die Direktwahl von Bürgermeistern gefordert.
Außenpolitisch trat die Partei ab der Fusion und bereits vor ihrer Durchführung durch die russische Regierung für eine Anerkennung der sogenannten Volksrepubliken Donezk und Lugansk im Donbass ein, gemäß einer Bedingung der Partei „Für die Wahrheit“ zur Durchführung des Fusionsprozesses. Auch soll ethnischen Russen in den Nachfolgerepubliken der Sowjetunion der Erwerb der russischen Staatsbürgerschaft erleichtert werden. 

### Verhältnis zum Kreml
Gerechtes Russland wurde von politischen Beobachtern in der frühen Parteigeschichte und wieder zunehmend seit 2014 als regierungsnah, von anderen vor allem in der Periode dazwischen als gemäßigt oppositionell und von der politischen Ausrichtung als uneinheitlich linkskonservativ oder in der oppositionsnahen Phase als linksliberal bezeichnet. Prägend ist eine antiwestliche Ausrichtung und eine große Nähe von Parteiführern zur Kremladministration. Der russische Politologe Makarkin sieht sie als Partei für Wähler, die Putin unterstützen, jedoch dessen Regierungspartei nicht wählen wollen. Das seien vor allem Wähler mittleren und fortgeschrittenen Alters, während Gerechtes Russland für jüngere Russen unattraktiv sei. Die Partei wird von Experten auch als Schutzmembran der regierungsnahen Kräfte gesehen, um eine Abwanderung von unzufriedenen, eher links eingestellten Russen zu den Kommunisten zu verhindern.
Manche Publizisten werteten die Partei in ihrer oppositionelleren Phase bis 2014 als eine Chance für eine Ausweitung der Meinungsvielfalt in Russland. Hierfür sprachen zu dieser Zeit kritische Auseinandersetzungen zwischen „Gerechtes Russland“ und der Regierungspartei „Einiges Russland“ um politische Sachthemen, einem in diesen Jahren stärkeren sozialdemokratischen Profil und ihre im Vergleich zur zersplitterten Opposition relativ starke Stellung (Fraktion in der Duma). So hat Gerechtes Russland in der Russischen Staatsduma 2009–2014 zahlreiche Projekte der Regierung abgelehnt und sich an oppositionellen Aktionen aktiv beteiligt.

### Vergleich mit westlicher Sozialdemokratie
Die Partei gab sich bis zur russischen Invasion der Ukraine als sozialdemokratisch, auch mit Anleihen an die Sozialrevolutionäre. Sie setzt sich für Erleichterung der Steuerlast von Geschäftsleuten, deren Unterstützung gegen Beamtenwillkür, Wiederherstellung demokratischer Gouverneurs- und Bürgermeisterwahlen, eine progressive Einkommensteuer und die Verstaatlichung von Rohstoffmonopolisten ein. Ihr Ziel ist die Errichtung eines Wohlfahrtstaates in Russland, die Förderung von Bürgerbeteiligung und Bürgerinitiativen und der kommunalen Selbstverwaltung. Gerechtes Russland war bis März 2022 Mitglied der Sozialistischen Internationale und suchte zumindest bis zur russischen Ukraineinvasion 2022 aktiv Kontakt zu Abgeordneten linksdemokratischer Parteien im Ausland.
Anders als westliche Sozialdemokratische Parteien wird sie in der eigenen Bevölkerung laut Umfragen mehrheitlich als konservativ und nicht als reformorientiert wahrgenommen, auch wenn die Konzentration auf Aspekte der Sozialen Gerechtigkeit bekannt ist. Die Fusion mit zwei kleineren Parteien 2021 wird als Abkehr von der Sozialdemokratie gesehen, da diese Parteien eher als antiliberal gelten. Der russische Politologe Konstantin Kalatschew sieht einen Linkspopulismus als wichtiges Element der Arbeit der Partei. Ein leitender Funktionär der Fusionspartei fiel auch mit positiven Stellungnahmen zur Person von Stalin auf, was ebenfalls von russischen Quellen als Teil des Weges weg von der Sozialdemokratie gesehen wurde. Neuere politische Analysen, etwa vom Moskauer Carnegiezentrum, sehen das Bekenntnis zur Sozialdemokratie beim Gerechten Russland als nominell. Durch die Fusion 2021 werde das früher sozialdemokratische Parteiprojekt „geimpft“ mit Traditionalismus und durch links- und rechtspopulistische Elemente ergänzt, Beobachter sprechen davon, dass es austauschbar sei, ob die Partei nun einen "patriotischen Sozialismus" oder einen "sozialen Patriotismus" pflege. Sie sei von ihrer Duldung im politischen System durch den Kreml abhängig.

## Geschichte der Partei

### Wahlergebnisse

#### Präsidentschaftswahlen der Russischen Föderation
Bei den Präsidentschaftswahlen 2008, 2018 und 2024 unterstützte die Partei die Kandidaturen von Dmitri Medwedew bzw. Wladimir Putin.
2012 trat Sergei Mironow als Präsidentschaftskandidat der Partei an und erreichte 3,90 % der abgegebenen Stimmen.

#### Wahlen zur Staatsduma der Russischen Föderation
| Wahlen                          | Stimmen   | Prozent | Mandate |
| ------------------------------- | --------- | ------- | ------- |
| Parlamentswahl in Russland 2007 | 5.383.639 | 7,7 %   | 38      |
| Parlamentswahl in Russland 2011 | 8.695.458 | 13,2 %  | 64      |
| Parlamentswahl in Russland 2016 | 3.275.053 | 6,2 %   | 23      |
| Parlamentswahl in Russland 2021 | 4.201.744 | 7,5 %   | 27      |

### Entstehung
Gerechtes Russland stellt eine 2006 vollzogene Vereinigung der drei vorherigen als regierungsnah geltenden Parteien Rodina, Russische Rentnerpartei und Russische Partei des Lebens dar. Nur die kleinste der drei Ursprungsparteien hatte eine sozialdemokratische Ausrichtung, die beiden anderen waren linksnationalistisch und nach Selbstdarstellung konservativ bzw. eine Interessenvertretung der Rentner. Der damalige Vorsitzende Sergei Mironow hat sich kurz nach der Gründung öffentlich zu einer grundsätzlichen Unterstützung der damaligen Politik Putins bekannt. Man wollte die grundsätzliche Marschrichtung der Regierung unterstützen, in Detail- und Sachfragen jedoch ein eigenes, linkeres Profil erarbeiten. Bei kritischeren Abgeordneten von Rodina, die sich zuletzt von der Regierung distanzierten, wurde zu Beginn Kritik an der Vereinigung laut. Die Kritik ist jedoch schnell verstummt, da wohl nur die Fusion verhinderte, dass die drei Ursprungsparteien wie viele andere wegen der beherrschenden Stellung der Regierungspartei Einiges Russland ihre Parlamentssitze verloren und stattdessen gemeinsam eine dauerhafte Parlamentsfraktion bilden.

### Wahlerfolge 2007 bis 2009
Durch Abgeordnete der drei Ursprungsparteien war Gerechtes Russland ab der Gründung sowohl in der Russischen Staatsduma als auch in zahlreichen Regionalparlamenten Russlands vertreten. In ihrer Geschichte waren die beherrschenden Ereignisse für die Partei die Beteiligung an Kommunal- und Dumawahlen. Bei Präsidentenwahlen stellte sie mehrheitlich keinen eigenen Kandidaten auf.

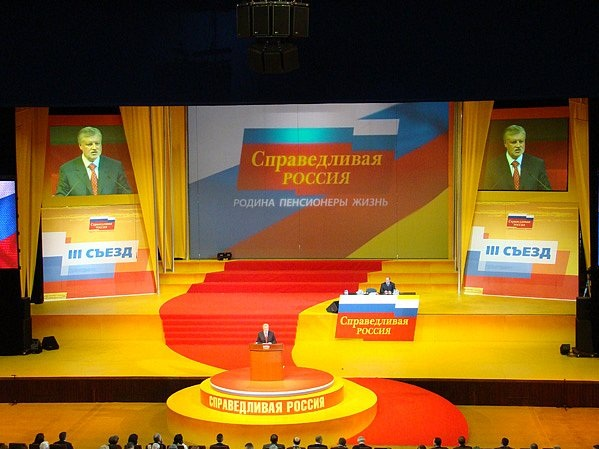
Parteitag 2008

In der Region Stawropol wurde sie bei den Kommunalwahlen 2007 erstmals stärkste Partei mit 37 % noch vor der Regierungspartei Einiges Russland (hier 24 %). Bei der ansonsten landesweit beherrschenden Stellung der Regierungspartei war das eine kleine Sensation. In fünf Regionen wurde Gerechtes Russland zweitstärkste Partei hinter dem Einigen Russland und in allen Regionen außer einer stellt sie nun Abgeordnete für das Gebietsparlament. Als Hauptkonkurrent bei Wahlen gilt neben der Regierungspartei die kommunistische KPRF, die sich im Wahlkampf wie Gerechtes Russland als Fürsprecher der „kleinen Leute“ präsentiert und 2007 in etwa ebenso vielen Regionen zweitstärkste Partei wurde. Im gleichen Jahr schlossen sich der Partei die Volkspartei der Russischen Föderation und drei weitere Kleinparteien an.
Bei der Dumawahl im Dezember 2007 schaffte Gerechtes Russland es als eine von nur vier Parteien über die 7 %-Hürde und zog mit 34 Abgeordneten in Fraktionsstärke in die Russische Staatsduma ein. Sie setzte sich damit als einzige Partei neben den Kommunisten und Schirinowskis LDPR deutlich von der Masse der sonst erfolglosen Parteien neben Putins Einiges Russland ab. Sie erreichte nach dem offiziellen amtlichen Endergebnis 7,74 %.
Anfang 2008 erklärte die Partei, stärker sozialdemokratisch im westlichen Sinn auftreten zu wollen. Bei den Kommunalwahlen in zahlreichen Regionen 2009 zog sie mit einer Ausnahme in alle Regionalparlamente ein. Sie verfügte danach nach eigenen Angaben in 66 Regionalparlamenten über 309 Abgeordnete. Im gleichen Jahr vereinigten sich die beiden Kleinparteien Partei der sozialen Gerechtigkeit und die Grüne Partei Russlands mit der Partei Gerechtes Russland. In zwei russischen Regionen hat sie 2009 den Ausschluss eigener Kandidaten und den Ausgang der von Einiges Russland gewonnenen Kommunalwahlen vor Gericht angefochten. 2008 trat die Partei der Sozialistischen Internationalen bei.

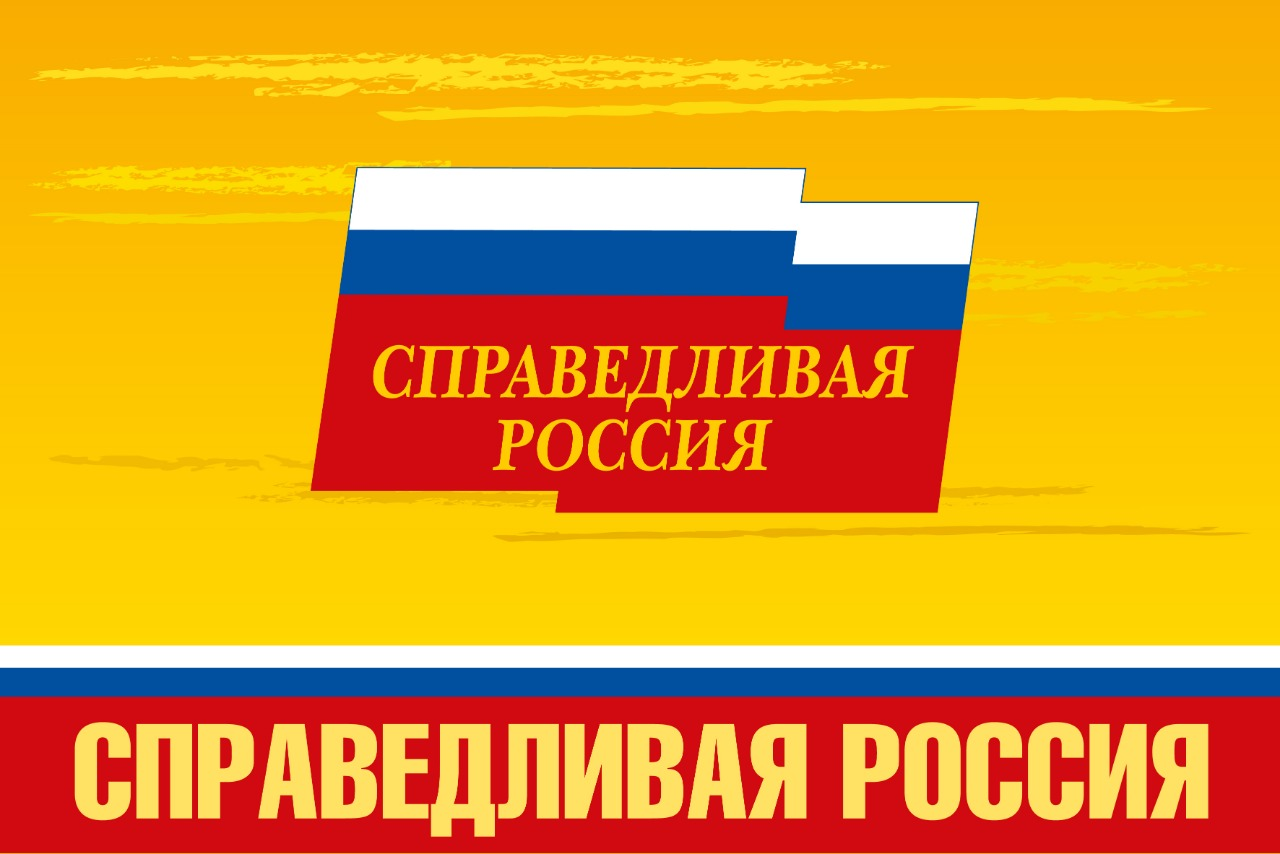
Frühere Parteifahne

### Distanzierung vom Kreml 2010 bis 2013
2010 beteiligte sich Gerechtes Russland an oppositionellen Aktionen in Kaliningrad. Der Vorsitzende Mironow äußerte sich daraufhin kritisch zur Politik der Regierung, ging jedoch wenig später trotzdem eine Koalition mit der herrschenden Partei Einiges Russland ein. In der folgenden Zeit traten Politiker von Gerechtes Russland gegenüber der Regierung häufiger kritisch auf.
Im April 2011 wurde Nikolai Lewitschew zum neuen Parteivorsitzenden gewählt. Sein Vorgänger Mironow, in der russischen Politik als regierungsnah und langjähriger Freund Putins bekannt, wurde als Präsidentschaftskandidat für 2012 aufgestellt. Während die Partei bei den Dumawahlen 2011 deutliche Stimmengewinne (13,2 % gegenüber 7,8 % im Jahr 2007) verzeichnen konnte, enttäuschte Mironows Ergebnis bei den Präsidentenwahlen als Schlusslicht aller Kandidaten mit weniger als vier Prozent der Stimmen. Da sich bereits im Umfeld beider Wahlen andere Funktionäre der Partei innerhalb der Oppositionsbewegung engagiert hatten, sahen Beobachter der russischen Politik in den Jahren bis 2013 einen regierungskritischeren Kurs der Partei, auch in Zusammenarbeit mit Opposition wie den Kommunisten.  Im russischen Parlament stellte Gerechtes Russland zu dieser Zeit nach der Regierungspartei Einiges Russland und den Kommunisten seit 2011 die drittgrößte Fraktion mit 64 Abgeordneten. Zwölf Mitglieder der Partei sitzen im Russischen Föderationsrat. In den Jahren 2011 und 2012 führte die Partei eine Verstärkung der Zusammenarbeit mit außerparlamentarischen Linken und anderen linken Parteien in Russland fort. An den Protesten gegen Wahlmanipulationen Ende 2011 haben sich mehrere führende Politiker von Gerechtes Russland aktiv beteiligt und diesen auch in die Duma getragen.
2012 setzte die Partei ihren begonnenen Weg von einem Ziehkind der Regierung in Richtung Opposition fort. Nach der Wahl von Dmitri Medwedew zum neuen Ministerpräsidenten am 14. Mai 2012 wurden vier Abgeordnete aus der Duma-Fraktion von Gerechtes Russland ausgeschlossen, weil sie für Medwedew gestimmt hatten.  Gerechtes Russland kritisierte scharf die von Einiges Russland beschlossenen Einschränkungen des Versammlungsrechts und versuchte sie in der Staatsduma zu blockieren, ebenso wie – als einzige Duma-Fraktion – die nach dem Gesetz über „ausländische Agenten“ in Russland vorgeschriebene Registrierung als vom Ausland finanzierte NGO ausländischer Agenten. Die Immunität des stellvertretenden Fraktionsvorsitzenden Gennadi Gudkow wurde durch Mehrheitsbeschluss der Regierungspartei und der LDPR aufgehoben, was Beobachter der russischen Politik auch als Reaktion auf den neuen oppositionellen Kurs der Partei sahen. Zu Gudkow selbst stellte sich Gerechtes Russland in der Folgezeit jedoch nicht solidarisch, sondern schloss ihn aus der Partei aus. Westliche Beobachter und politische Konkurrenten zogen daraufhin den Oppositionswillen der Partei erneut in Frage. Jedoch gab es zu dieser Zeit auch noch andere Vertreter eines betont regierungskritischen Kurses in der Partei. Der Abgeordnete Ponomarjow bezeichnete in einer Rede die Partei Einiges Russland als „Partei der Gauner und Diebe“, woraufhin er von der Parlamentsmehrheit ein einmonatiges Redeverbot erhielt.

### Wiederannäherung und Niedergang 2014 bis 2020
Ab 2014 ist eine erneute Hinwendung der Partei zur Regierungspolitik spürbar. Im Bezug auf die Annexion der Krim 2014 unterstützt Gerechtes Russland wie die Mehrheit der russischen Bevölkerung den Kurs von Putin und seiner Partei und hat auch einen eigenen Gesetzentwurf für die vereinfachte Aufnahmen von Territorien in die Russische Föderation auf den Weg gebracht. Dieser wurde zurückgezogen, um die Aufnahme der Krim auf dem vorherigen Weg nicht zu verkomplizieren. Auch das umstrittene Gesetz zur größeren Kontrolle russischer Blogger wurde von einem Abgeordneten der Partei mit in die Staatsduma eingebracht.
Andererseits wandte sie sich 2014 noch gegen ein Gesetzesvorhaben von Einiges Russland, das „Verheimlichen“ einer doppelten Staatsbürgerschaft unter Strafe zu stellen und kooperierte bei den Gouverneurswahlen in Sankt Petersburg gegen die Regierung mit den Liberalen von Jabloko. Weiter kam es in mehreren russischen Regionen, darunter dann auch in Sankt Petersburg, zur Behinderung von Kandidaten von Gerechtes Russland durch die örtliche Administration bei der Beteiligung bei Gouverneurswahlen, wobei die Partei als zweitgrößte im flachen Land die besten Wahlchancen nach Einiges Russland gehabt hätte.

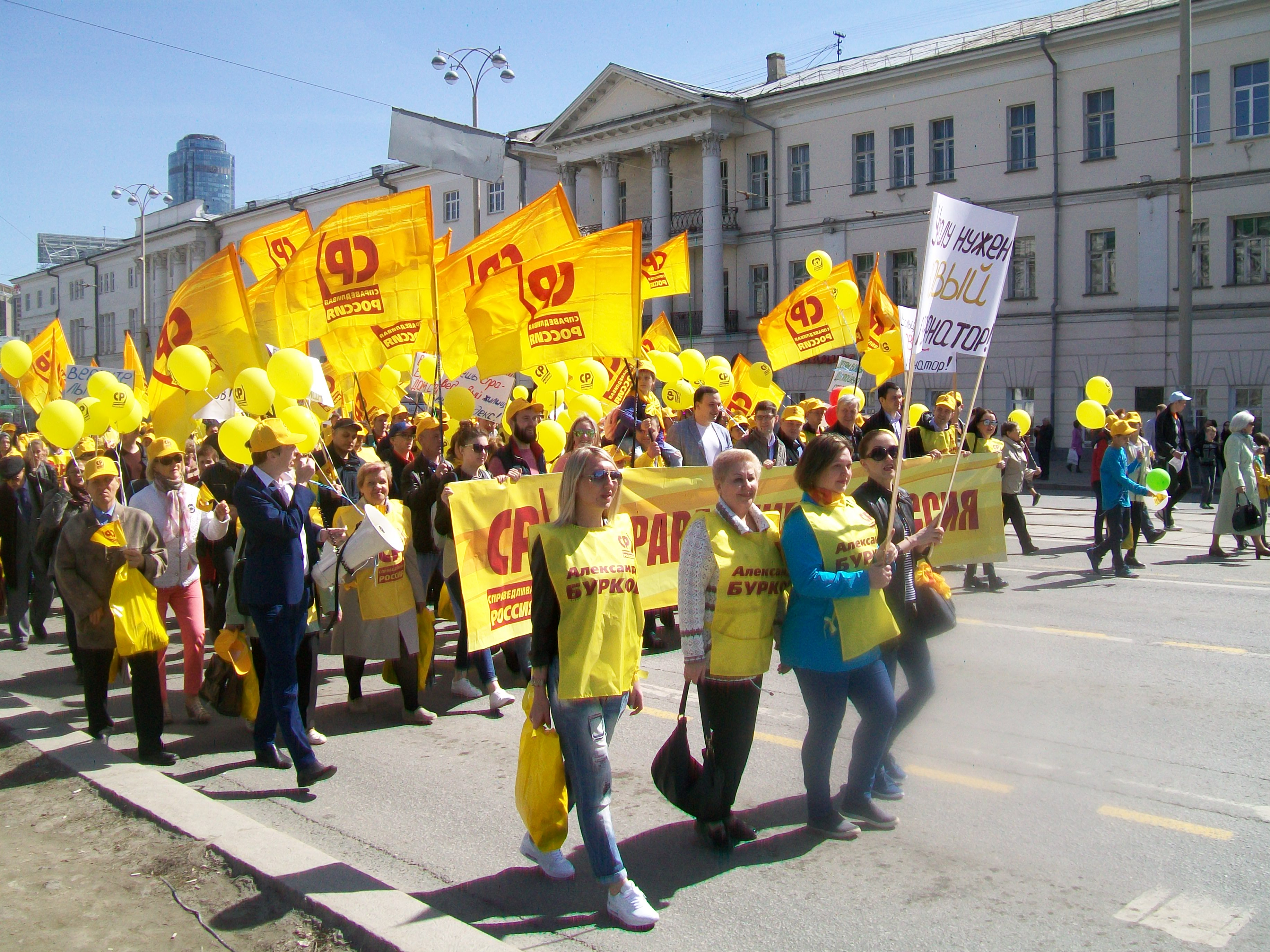
Parteimitglieder bei einer Maidemonstration in Jekaterinburg 2017

Am 25. März 2015 stellte der Generalstaatsanwalt in der Duma den Antrag, Ilja Ponomarjows Immunität aufzuheben. Er war der einzige Duma-Abgeordnete gewesen, der gegen die Aufnahme der Krim gestimmt hatte. Er würde damit der dritte Parlamentarier seiner Partei, dessen Immunität aufgehoben wird. Ponomarjow kehrte nach einer Auslandsreise nicht mehr nach Russland zurück, da ihm die Verhaftung droht. Ponomarjow erklärte, die Entscheidung der Justiz werde zu einem internationalen Verfahren führen, das ihm erlauben werde, sein Ansehen zu verteidigen. Er hoffe, dass die internationalen Gerichte „nach anderen Normen als jenen der Gerichte der Russischen Föderation arbeiten“.
Bei der Parlamentswahl in Russland 2016 verlor Gerechtes Russland über die Hälfte seiner Wähler, schaffte jedoch mit 6,2 % nochmals den Einzug in die Russische Staatsduma. Mit 23 Abgeordneten stellte sie danach die kleinste von vier Dumafraktionen. Zur Präsidentschaftswahl in Russland 2018 stellte die Partei daraufhin keinen eigenen Kandidaten auf, sondern beschloss den Amtsinhaber Wladimir Putin zu unterstützen. Die Partei wurde in der zweiten Hälfte der 2010er Jahre wieder verstärkt als „pro Kreml Kraft“ gesehen, in der es aber noch bis Ende des Jahrzehnts eine Gruppe realer linker Politiker gab und auf deren Listen vereinzelt Oppositionelle kandidierten.
Der zunehmende Anpassungskurs an die in Russland herrschende Elite führte innerhalb der Partei zu Austritten und Ausschlüssen in größerer Zahl. So gibt es etwa die Begünstigung regierungsnaher Funktionäre und Kandidaten innerhalb der Partei, sogar die Aufstellung von Wahlkandidaten in Absprache mit der Putinpartei, aber ohne wesentliche Einflussnahme der Parteibasis. Demzufolge setzte sich der allmähliche Niedergang der Partei fort und Analysten hielten es 2020 es für möglich, dass sie ihre Stellung als viertstärkste politische Kraft in Russland langfristig verliert. Der Kern der Stammwählerschaft der Partei betrug im Herbst 2020 weniger als 1 % der russischen Wahlberechtigten, mehr als zwei Drittel der Russen gaben bei einer Umfrage des Instituts WZIOM an, sich nicht für die Tätigkeit der Partei zu interessieren.

### Fusion und Dumawahlen 2021
Anfang 2021 wurden Fusionspläne von „Gerechtes Russland“ mit kleineren Parteien „Patrioten Russlands“ und „Für die Wahrheit“ vor der nächsten Dumawahl bekannt. Die Fusionspartner sind dabei eine Abspaltung von den Kommunisten bzw. eine linksnationalistische, als regierungsnah geltende Partei. Beide waren zuvor nur in einzelnen Regionalparlamenten vertreten und hatten keine mit dem Gerechten Russland vergleichbare politische Stellung. Die Fusion brachte „Gerechtes Russland“ dennoch einen leichten Stimmungsaufschwung beim Wählerzuspruch.
Diese Fusion wird von russischen Medien als von der russischen Präsidialverwaltung initiiert angesehen, um eine neue Konkurrenz zu liberalen, regierungskritischen Kräften zu schaffen und „Gerechtes Russland“ diesen gegenüber zu stärken. Als Beleg dafür wertet die Zeitung Kommersant etwa die Tatsache, dass Gesprächspartner in der Kreml-Verwaltung von der Fusion früher wussten, als die Parteimitglieder. Die Fusion wurde im Februar 2021 vollzogen. Die Parteiführung bestreitet die Initiative des Kreml zur Fusion und bezeichnet die Fusionspartei als linke, sozialistische Kraft. Beobachter erwarten eine starke antiwestliche und patriotische Ausrichtung der Fusionspartei. Sie will vor allem mit der Kommunistischen Partei um Stimmen konkurrieren. Nach Meinung von Experten scheut sie wegen deren Übermacht, die Auseinandersetzung mit der Putinpartei „Einiges Russland“. Die Fusionspartei wird dominiert von Funktionären von „Gerechtes Russland“, die im Parteivorstand zwei Drittel der Mitglieder stellen.
Im September 2021 schaffte die Fusionspartei den Wiedereinzug in die Russische Staatsduma mit einem leicht besseren Ergebnis aus das vorherige Gerechte Russland alleine 2016. 7,46 % der Parteilistenstimmen gingen an das Gerechte Russland, daraus ergeben sich 19 Sitze in der Duma. Bei den Direktmandaten gewann die Partei zudem 8 Wahlkreise. Diese liegen in den Stadtstaaten Moskau und St. Petersburg, den Oblasten Nowosibirsk, Jaroslawl und Tscheljabinsk, der Region Transbaikalien und der Republik Tschuwaschien. Insgesamt ist die Partei in der aktuellen Duma mit 27 Sitzen vertreten. Damit zieht sie an der nationalistischen LDPR vorbei, die zuvor die drittstärkste Kraft dort bildete.

### Seit dem russischen Überfall auf die Ukraine 2022
Die Partei unterstützt den russischen Überfall auf die Ukraine. Der Vorsitzende Mironow fiel dabei als Interessensvertreter der „Falken“ in der Staatsduma auf und forderte die Eroberung weiterer Teile der Ukraine. Die russische Journalistin Daria Garmonenko sieht dahinter die Absicht, die Partei im Falle eines militärischen Sieges von Russland als einer der Vorreiter des Regierungskurses zu profilieren. Ihr Weg in einen kaum von der Regierungslinie unterscheidbaren Kurs in der Außenpolitik ist damit abgeschlossen. Wegen der Unterstützung des Krieges wurde die Partei im März 2022 von der Sozialistischen Internationalen ausgeschlossen.
Seit dem 16. Dezember 2022 unterliegt die Partei aufgrund ihrer Unterstützung des russischen Überfalls auf die Ukraine den Sanktionen der EU. Auch in innerrussischen Quellen wird die Partei seit dem Kriegsbeginn als linksnational oder sogar politisch rechts stehend und nicht mehr als sozialdemokratisch eingeschätzt. Sie konzentriere sich zunehmend um die Integration von Kriegsveteranen in die Partei. Funktionäre, die sich vor dem Krieg noch an oppositionellen Aktionen beteiligten, werden aus ihrem Amt von der Partei entfernt.
Mit der Rechtswende der Partei oder ihrer Fusion kam es jedoch nicht zu einem längerfristigen Popularitätsgewinn. Bei Umfragen nach der Präsidentschaftswahl, zu der Gerechtes Russland keinen eigenen Kandidaten aufgestellt hatte, bewegte sie sich nur noch bei 3 % der Stimmen. Beobachter der russischen Politik sehen die Ursache in der völligen Anpassung der Partei an die Vorgaben des Kreml und das fehlende Alleinstellungsmerkmal oder einer politischen Nische gegenüber Konkurrenten in der Systemopposition. Die Moskau Nesawisimaja Gaseta hält es demzufolge für möglich, dass die Partei auf Veranlassung des Kreml in der politischen Landschafts Russlands ersetzt werden könnte. 2023 trat die gesamte Stadtdumafraktion von „Gerechtes Russland“ in Sankt Petersburg aus der Partei aus und begründete diesen Schritt mit der Abkehr der Partei von der Sozialdemokratie im Rahmen des aktuellen Kurses. 2024 kam es zu einer Säuberung der Parteiführung. Eine neue Identität als „patriotische Sozialisten“ wurde vom Vorsitzenden Mironow vorgegeben, politisch linke Vorstandsmitglieder aus dem Amt entfernt.

## Struktur
An der Spitze der Partei stehen ein Vorsitzender (seit der Fusion 2021 Sergei Mironow) und zwei Co-Vorsitzende (die Vorsitzenden der anderen Fusionsparteien). Diesem nachgeordnet ist ein Zentraler Rat. Die Partei ist in allen russischen Regionen vertreten und war 2011 mit 414.558 Mitgliedern die zweitgrößte nach der Staatspartei Einiges Russland. Bis 2021 ist die Mitgliederzahl jedoch auf 144.011 gesunken.
Die Partei verfügt über einen eigenen Frauen- und einen eigenen Jugendverband sowie unterstützt den Jugendverband Liga für Gerechtigkeit. Der Jugendverband hat nach Parteiangaben etwa 50.000 Mitglieder. An die Partei angeschlossen ist auch ein Gerechtes-Russland-Institut zur gesellschaftlichen Forschung und Entwicklung, in etwa vergleichbar mit den Parteistiftungen im deutschsprachigen Raum. Die Partei unterhält eine eigene Onlinezeitung unter dem Namen Socialist, ein Begegnungszentrum und einen parteinahen Verband von 19 Unterstützungsorganisationen, aus denen sich häufig bereits die Vorgängerorganisationen rekrutierten.

## Internationale Betätigung
Gerechtes Russland war von 2008 bis März 2022 Mitglied bei der Sozialistischen Internationale und hatte davor Beobachterstatus. Sie nahm in diesen Jahren regelmäßig an Veranstaltungen der Sozialdemokratischen Partei Europas teil. Sie pflegte nach eigener Aussage enge Kontakte zu sozialdemokratischen und sozialistischen Parteien in der EU, in der GUS, sowie sozialdemokratischen Stiftungen und der Kommunistischen Partei Chinas. Nach der Unterstützung von Gerechtes Russland für die Ukraineinvasion Russlands schloss die Sozialistische Internationale die Partei aus.

## Bedeutende Vertreter

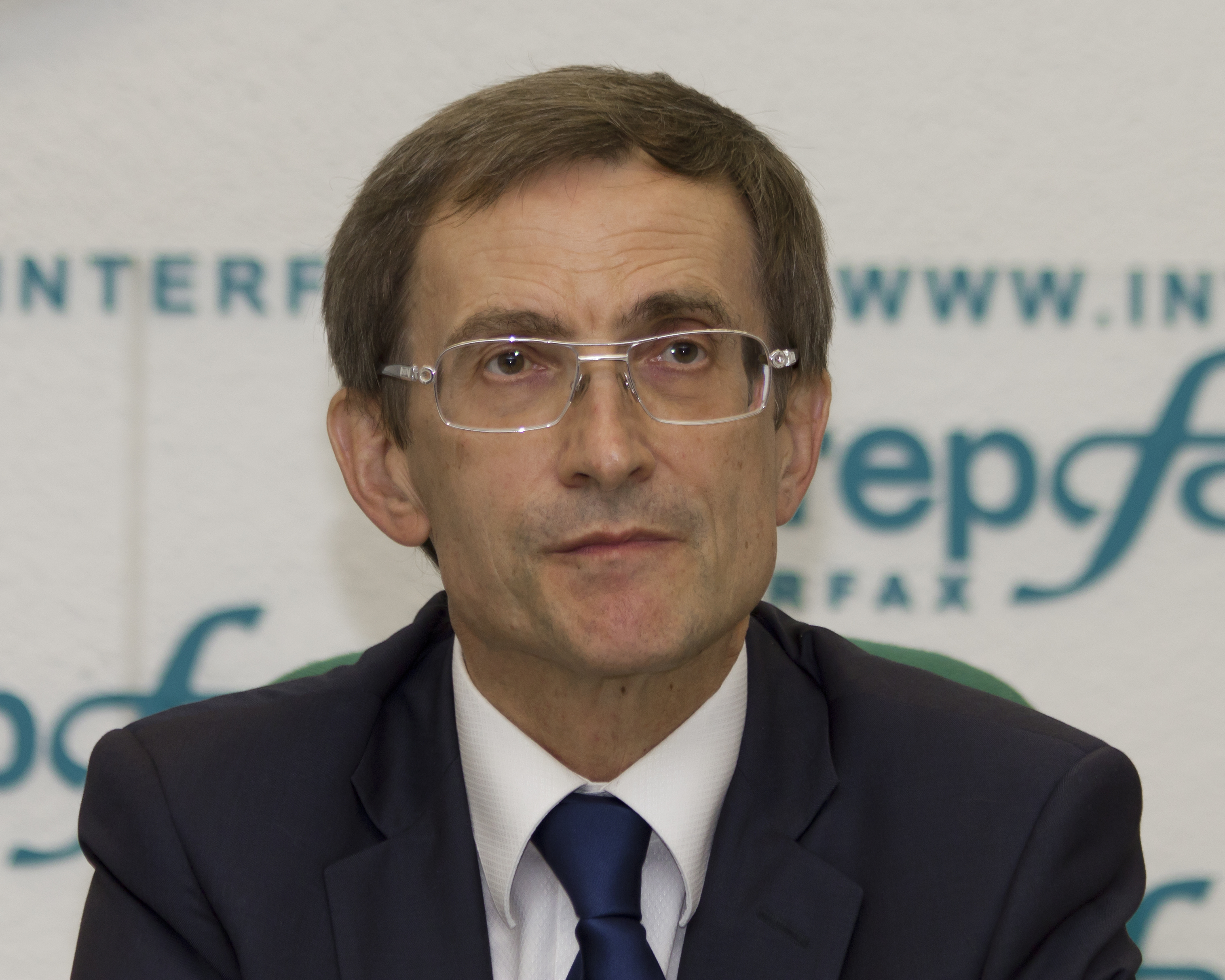
Nikolai Lewitschew, früherer Parteivorsitzender

### Aktuelle Mitglieder
- Galina Chowanskaja, Duma-Abgeordnete und Ehrenmitglied
- Nikolai Lewitschew, Parteivorsitzender 2011–2013
- Sergei Mironow, Präsidentschaftskandidat 2012 und Vorsitzender der Partei 2006–2011; früherer Vorsitzender des Russischen Föderationsrats
- Oleg Nikolajew, Gouverneur der Republik Tschuwaschien
- Sachar Prilepin, Stellvertretender Vorsitzender der Partei – Vorsitzender der Abgeordnetenkammer der Partei, Mitglied des Präsidiums des Zentralrats der Partei, Mitglied des Zentralrats der Partei[107]
- Steven Seagal, Filmschauspieler und Dumakandidat 2021[108]
- Nikolai Starikow, Mitglied des Zentralrats der Partei[109]

### Ausgetretene Mitglieder
- Oxana Dmitrijewa, Ökonomin, frühere Pressesprecherin und Oppositionelle (ausgetreten 2015)
- Gennadi Gudkow, vorher Vizevorsitzender der Duma-Fraktion[110] und Oppositioneller[111][63]:
- Ilja Ponomarjow, Oppositionsführer während der Proteste 2011 auf 2012[112] und der einzige Abgeordneter der Duma, der 2014 gegen die Eingliederung der Krim in die Russische Föderation abstimmte.